# Hans nådes tid
Hans nådes tid är en roman från 1960 av Eyvind Johnson. Den belönades 1962 med Nordiska rådets litteraturpris med motiveringen att den ”med gestaltskapande kraft och i en hemlighetsfull, ironisk stil lyfter fram ett stort historiskt stoff till en spegel för vår tid”. Romanen ingår i Världsbiblioteket som en av de hundra bästa böckerna.

## Handling
Handlingen utspelar sig åren 775-830 under Karl den stores tid då denne skapade ett väldigt imperium genom att erövra i stort sett hela Västeuropa. Romanen är en mångstämmig berättelse om makt och historia och skildrar genom huvudpersonen Johannes Lupigis tankar och upplevelser hur den enskilda människan drabbas av och tvingas anpassa sig till politiska omvälvningar.
Handlingen utspelar sig under upproret mot Karl den store och kretsar kring en langobardisk familj med släktnamnet Lupigis. Fadern heter Bertoald och har tre söner, Conald, Warnefrit och Johannes, den senare även omtalad som Johanniperto eller bara Perto. Bertoald har en bror som heter Anselmus, diakon och en lärd man. Familjen är en av de ledande och planerar att gifta bort en av sönerna med hertigens dotter Angila. Så blir inte fallet, trots Anselmus varningar engagerar sig Bertoald och sönerna Warnefrit och Johannes i upproret. Conald har dessförinnan lämnat hemmet i besvikelse över att inte få gifta sig med Angila. Efter nederlaget förs Bertoald och Warnefrit som fångar till Frankrike och Angila tas som byte av den frankiske baronen Gunderic. Johannes lyckas fly och får senare genom sin farbror en lärd uppfostran vid det hertigliga hovet i Beneventum och blir så småningom sekreterare hos Karl. Emellertid blir han misstänkt för delaktighet i upprorsplanerna och kastas även han i fängelse. Fyra år senare släpps han, återgår till sin befattning och blir efterhand en inflytelserik man. Med hjälp av en kejserlig order kan han till slut befria Angila, som dock dör under färden mot sina hemtrakter. I berättelsen skildras även Conalds och Warnefrits vidare öden.

## Historisk bakgrund
Romanen utspelar sig under den tid då Karl den store belägrade och krossade det langobardiska riket. År 774 föll huvudstaden Pavia, langobardernas siste konung Desiderius fördes bort i fångenskap och Karl lät kröna sig med Järnkronan. Rikets struktur lämnade han tills vidare oförändrad och hertigarna fick sitta kvar som Karls vasaller. De var emellertid missnöjda med det nya herredömet, och planerna på uppror började ta form. Sammanhållningen bland hertigarna brast dock och hertigen Rodgaud av Friuli fick ensam försöka genomföra upproret. Det kvästes av Karl i blodiga strider och Rodgaud dödades. Karl gick därefter hårt fram mot de upproriska, landsförvisade en del av dem, förde andra som gisslan hem till Frankrike och insatte frankiska grevar med garnisoner i de viktigaste orterna i hertigdömet.

## Berättarstil
Örjan Lindberger har jämfört berättarstilen i Hans nådes tid med Boris Pasternaks Doktor Zjivago och Lev Tolstojs Krig och fred: "I båda dessa väldiga romaner liknar det historiska skeendet flodvågor, som inte kan styras, utan bryter in och sopar med sig individerna. De är utsatta för krafter de inte kan råda över. Eyvind Johnson har anlagt ett liknande grepp på sitt ämne."
Romanen har tre berättare. En anonym, som svarar för merparten av berättandet och återger Johannes tankar och minnen, och dessutom Johannes och Agibertus vars minnesanteckningar återges. Det är inte alltid tydligt vem som för ordet, Johannes och Agibertus dubblerar dessutom delvis varandra. Göran Rossholm har i en analys påpekat att "Tidslagren tenderar att smälta samman, att genomtränga varandra och berättelsens ytnivå gör ett tidsligt mångtydigt, sammansatt och svävande intryck".
Berättarstilen är realistisk men rymmer samtidigt en rad symboliska inslag. Framför allt har skildringen av en storm på Adriatiska havet en framträdande plats i romanen vilket blir en symbol för hänsynslös makt och förknippas med vrede, oro, likgiltighet och brådska. Andra företeelser med symbolisk innebörd är till exempel elden, gnistan, spegeln och månen.

## Tolkningar och paralleller till samtiden
Eyvind Johnsons utgångspunkt för romanen var att den skulle vara en "En spegling av vår tid – om lidandet i en delvis "demokratisk värld"". Barbro Söderberg har visat på två möjliga läsarter av Hans nådes tid, att den å ena sidan kan "uppfattas som en roman om mänskligt elände i slutet av 700-talet, med vissa anspelningar på vår egen tid. Å andra sidan kan den också läsas som en skildring av människans villkor i ett universum där de historiska krafterna tycks styras av ohejdbara och dunkla drifter inom och utom människan – och där den enskilde för att rädda åtminstone sin själ och sitt hopp har att välja så moraliskt det nu går i en amoralisk värld".
Erik Lundberg har tolkat romanen som en allegori om samtiden med tydliga paralleller till händelserna under och efter andra världskriget och krossandet av upproret i Ungern 1956. Han noterade dessutom att huvudpersonen bär samma förnamn som Johannes Krilon i Krilontrilogin.

## Omdömen
I sin biografi över Eyvind Johnsons författarskap skrev Örjan Lindberger: "Med Hans nådes tid förverkligade Eyvind Johnson det program, som hade föresvävat honom i slutet av 1930-talet... att "ge en bild av världen sådan jag själv såg den i den form jag tycker bäst om, romanens". Det blev en övervägande mörk bild, utformad med enastående kraft. Den rör sig på de stora epikernas nivå, men den utmärker sig på ett särskilt sätt genom sin täthet: ett ända ned i de konkreta detaljerna förgrenat nät av bilder och symboler håller samman de händelser, de människor, den värld som skildras. Det är en komplicerad och oviss värld, men man upplever den likafullt som en överskådlig helhet."

## Översättningar
Hans nådes tid är översatt till engelska (The Days of His Grace, 1968), tyska (Eine grosse Zeit, 1966), franska (Le temps de sa grâce, 2000), danska (Hans nådes tid, 1961), norska (Hans nådes tid, 1962), polska (Czasy jego wysokości, 1976), slovakiska (Za čias jeho milosti, 1986), italienska (Il tempo di sua grazia, 2005) och ett tiotal andra språk.